# NGC 922
NGC 922 je galaksija u zviježđu Kemijska peć.

## Vanjske poveznice
- SEDS: NGC 922